# قمشان
قمشان هي قرية في مقاطعة أصفهان، إيران. يقدر عدد سكانها بـ 399 نسمة بحسب إحصاء 2016.